# ميبيرامين
ميبيرامين  (بالإنجليزية: Mepyramine أو pyrilamine)‏ هو مضاد الهستامين من الجيل الأول. يخترق الحاجز الدماغي سريعا مما يسبب النعاس. يملك أيضا خواص مضادة للكولنرجي. وهو دواء يصرف من دون وصفة طبية.

## آلية العمل
مناهض لمستقبلات H1.

## الاستخدام
يصرف من دون وصفة طبية لعلاج أعراض الرشح وأعراض الطمث.

## الأشكال الصيدلانية
- مضغوطات.
- كريم كمضاد الهستامين موضعي لعلاج لسعات الحشرات.

## الجرعة
- فمويا: 
- للأرق: 50ملغ قبل النوم.
- للرشح: مع أدوية أخرى أو من دون 12.5-25ملغ 4مرات باليوم.

-موضعيا:
- لسعات الحشرات والحساسية والحكة والاضطرابات الجلدية: يطبق كريم 2% على المكان مباشرة.

## التحذيرات
- أمراض الكبد الشديدة.
- الأطفال الخدج أو الولدان.
- الأكزيما.
- يؤخذ بحذر للحوامل والمرضعات.

## الآثار الجانبية
- تركين.
- آثار مضادة للهيستامين.
- ضعف الحركية.
- صداع.
- خفقان واضطراب نظم القلب.
- ألم عضلي.
- تعرق.
- تشنجات.
- رعاش.
- أعراض خارج هرمية.
- اضطرابات الجهاز الهضمي.
- اضطرابات النوم.
- انخفاض ضغط الدم.
- تفاعلات تحسسية.
- طنين.
- فقدان الشعر.
- اضطرابات وتثبيط الجهاز العصبي المركزي.

## التداخلات الدوائية
- يزيد من تأثير مثبطات الجملة العصبية المركزية (الكحول, باربيتورات, منومات، المشتقات الأفيونية، حالات القلق).
- تأثير تآزري مع مضادات الموسكارين (TCA, الأتروبين).